# CSI: Miami helyszínelők (kilencedik évad)
Az itt található lista az CSI: Miami helyszínelők című televíziós sorozat kilencedik évadjának epizódjait tartalmazza. Az évad premierje a CBS-en 2010. október 3-án volt. Magyarországon a Viasat 3 vetítette először 2011. május 30-án az első két epizóddal.

## Epizódlista
| #    | Magyar cím | Eredeti cím          | Rendező           | Író                                      | Eredeti premier               | No. # |  |  |
| ---- | --- | -------------------- | ----------------- | ---------------------------------------- | ----------------------------- | ----- |  |  |
| 9x1  | „Zuhanás” | „Fallen”             | Sam Hill          | Tamara Jaron                             | 2010. október 3.              | 192   |  |  |
| 9x1  | A helyszínelő csapat elveszíti egyik tagját, Jesse Cardozat, amikor a pszichotikus lángelme, Bob Starling rendez ámokfutást a központban. |                      |                   |                                          |                               |       |  |  |
|      | |                      |                   |                                          |                               |       |  |  |
| 9x2  | „Hirtelen halál” | „Sudden Death”       | Matt Earl Beesley | Corey Evett és Matt Partney              | 2010. október 10.             | 193   |  |  |
| 9x2  | Amikor az egyik exkluzív klub hostessét meggyilkolják, Horatio a VIP vendégek listájának segítségével kezdi el keresni a gyilkost. |                      |                   |                                          |                               |       |  |  |
|      | |                      |                   |                                          |                               |       |  |  |
| 9x3  | „Ne lásd a gonoszt” | „See No Evil”        | Gina Lamar        | Krystal Houghton                         | 2010. október 17.             | 194   |  |  |
| 9x3  | Lindsey Petersont elrabolják. A helyszínelők egyetlen szemtanúja, a vak Ben Wilcox, aki hallotta a támadást Horatiót régi ellenségéhez, Joe LeBrockhoz vezeti el. |                      |                   |                                          |                               |       |  |  |
|      | |                      |                   |                                          |                               |       |  |  |
| 9x4  | „Embervadászat” | „Manhunt”            | Don Tardino       | Marc Dube                                | 2010. október 24.             | 195   |  |  |
| 9x4  | Amikor Horatio feleségének a gyilkosa (Memmo Fierro) megszökik a börtönből és ámokfutásba kezd, a helyszínelőknek még azelőtt kell elkapnia a férfit, mielőtt újra lecsap.                                                                                              |                      |                   |                                          |                               |       |  |  |
|      | |                      |                   |                                          |                               |       |  |  |
| 9x5  | „Kábultság Miamiban” | „Sleepless in Miami” | Sam Hill          | Brian Davidson                           | 2010. október 31.             | 196   |  |  |
| 9x5  | Amikor egy férfi egy gyilkosság helyszínén ébred fel és nem emlékszik semmire, a csapatnak rá kell jönnie, hogy milyen gyógyszer váltotta ki a férfinél az őrjöngést. Az esetet bonyolítja, hogy a csapat egyik tagja szintén ennek a gyógyszernek az áldozatává válik. |                      |                   |                                          |                               |       |  |  |
|      | |                      |                   |                                          |                               |       |  |  |
| 9x6  | „Valódi gyilkosságok” | „Reality Kills”      | Marco Black       | Melissa Scrivner                         | 2010. november 14.            | 197   |  |  |
| 9x6  | Amikor egy valóságshow sztárját meggyilkolják, a helyszínelők a show csapata, a megszállott rajongók és a sztárok eltitkolt múltjában keresik a gyilkost. |                      |                   |                                          |                               |       |  |  |
|      | |                      |                   |                                          |                               |       |  |  |
| 9x7  | „Horogra akadva” | „On the Hook”        | Tim Story         | Scott Landy                              | 2010. november 21.            | 198   |  |  |
| 9x7  | Amikor egy halásznak épphogy sikerül megúsznia, hogy megöljék, a helyszínelőknek mindent meg kell tenniük, hogy a férfit életben tartsák és rájöjjenek, hogy ki vadászik ilyen elszántan utána.                                                                         |                      |                   |                                          |                               |       |  |  |
|      | |                      |                   |                                          |                               |       |  |  |
| 9x8  | „Boldog születésnapot!” | „Happy Birthday”     | Sam Hill          | Barry O'Brien és Marc Dube               | 2010. december 5.             | 199   |  |  |
| 9x8  | Amikor egy terhes nőt megtámadnak, Horatio és a csapat a nő és a gyermeke életéért küzd, miközben megpróbálják megtalálni a támadóját. |                      |                   |                                          |                               |       |  |  |
|      | |                      |                   |                                          |                               |       |  |  |
| 9x9  | „Vércukor” | „Blood Sugar”        | Rod Holcomb       | Gregory Bassenian                        | 2010. december 12.            | 200   |  |  |
| 9x9  | Egy cukorfinomítóban robbanás történik, s az egyik alkalmazott összes titkára fény derül. |                      |                   |                                          |                               |       |  |  |
|      | |                      |                   |                                          |                               |       |  |  |
| 9x10 | „Pokoli társkereső” | „Match Made in Hell” | Eric Mirich       | Brett Mahoney                            | 2011. január 2.               | 201   |  |  |
| 9x10 | Egy milliomos halálának a kivizsgálása során a helyszínelők eljutnak egy elit társkereső céghez. Ryan gazdag üzletembernek adja ki magát, hogy leleplezzék a házasságközvetítő hazugságait.                                                                             |                      |                   |                                          |                               |       |  |  |
|      | |                      |                   |                                          |                               |       |  |  |
| 9x11 | „F-T-F Szemtől szemben” | „F-T-F”              | David Arquette    | Melissa Scrivner és K. David Bena        | 2011. január 9.               | 202   |  |  |
| 9x11 | Amikor váratlanul eltűnik a bizonyíték egy bűntény helyszínéről, a csapat abban bízik, ha rekonstruálják a gyilkosságot, megtudják, hogyan tűnhetett el a bizonyíték.                                                                                                   |                      |                   |                                          |                               |       |  |  |
|      | |                      |                   |                                          |                               |       |  |  |
| 9x12 | „Kigurulás” | „Wheels Up”          | Sam Hill          | Corey Evett és Matt Partney              | 2011. január 16.              | 203   |  |  |
| 9x12 | A helyszínelő csapatnak kell kiderítenie, miképp ölhették meg a helyi görkoris csapat sztárjátékosát, akit holtan találnak az öltözőben. |                      |                   |                                          |                               |       |  |  |
|      | |                      |                   |                                          |                               |       |  |  |
| 9x13 | „Utolsó állomás” | „Last Stand”         | Matt Earl Beesley | Brian Davidson                           | 2011. február 20.             | 204   |  |  |
| 9x13 | Memmo visszatér és teljesen felforgatja Miami utcáit, a Horatio elleni végső leszámolásra készülve. |                      |                   |                                          |                               |       |  |  |
|      | |                      |                   |                                          |                               |       |  |  |
| 9x14 | Megkövezve Hidegen | „Stoned Cold”        | Allison Liddi     | Tamara Jaron                             | 2011. február 27.             | 205   |  |  |
| 9x14 | Mikor egy középiskolás erőszakoskodó fiú megkövezés áldozata lesz, a helyszínelőknek kell kideríteniük, hogy melyik rettegésben tartott iskolatársa a felelős a tragédiáért.                                                                                            |                      |                   |                                          |                               |       |  |  |
|      | |                      |                   |                                          |                               |       |  |  |
| 9x15 | Vérvágy | „Blood Lust”         | Gina Lamar        | Krystal Houghton                         | 2011. március 6.              | 206   |  |  |
| 9x15 | A csapat egy sorozatgyilkos nyomába ered, még mielőtt újabb áldozatot szedne. A gyilkos akár a helyszínelők között is lehet. |                      |                   |                                          |                               |       |  |  |
|      | |                      |                   |                                          |                               |       |  |  |
| 9x16 | Vadászmező | „Hunting Ground”     | Adam Rodriguez    | Adam Rodriguez                           | 2011. március 13.             | 207   |  |  |
| 9x16 | Amikor egy embert íj és nyíl lő és megöl, Horatio az órával ellentétben megoldja az ügyet, amelyben egy exkluzív vadászklub vesz részt, amely sportért vadászik az emberekre.                                                                                           |                      |                   |                                          |                               |       |  |  |
|      | |                      |                   |                                          |                               |       |  |  |
| 9x17 | Speciális kézbesítés | „Special Delivery”   | Allison Liddi     | Michael McGrale                          | 2011. március 20.             | 208   |  |  |
| 9x17 | Dougot, a World Send kézbesítő fickóját rendes útja során meggyilkolják teherautójának hátuljában, és ez gyermekbabák segítségével végzett drogművelet felfedezéséhez vezet.                                                                                            |                      |                   |                                          |                               |       |  |  |
|      | |                      |                   |                                          |                               |       |  |  |
| 9x18 | | „About Face”         | Sam Hill          | Corey Evett és Matt Partney              | 2011. március 27.             | 209   |  |  |
| 9x18 | |                      |                   |                                          |                               |       |  |  |
|      | |                      |                   |                                          |                               |       |  |  |
| 9x19 | | „Caged”              | Larry Detwiler    | Tamara Jaron és K. David Bena            | 2011. április 10.             | 210   |  |  |
| 9x19 | |                      |                   |                                          |                               |       |  |  |
|      | |                      |                   |                                          |                               |       |  |  |
| 9x20 | | „Paint It Black”     | Gina Lamar        | Krystal Houghton Ziv és Melissa Scrivner | 2011. április 17.             | 211   |  |  |
| 9x20 | |                      |                   |                                          |                               |       |  |  |
|      | |                      |                   |                                          |                               |       |  |  |
| 9x21 | | „G.O.”               | Matt Earl Beesley | Brett Mahoney                            | 2011. május 1. 2011. május 7. | 212   |  |  |
| 9x21 | |                      |                   |                                          |                               |       |  |  |
|      | |                      |                   |                                          |                               |       |  |  |
| 9x22 | | „Mayday”             | Sam Hill          | Marc Dube és Barry O'Brien               | 2011. május 8.                | 213   |  |  |
| 9x22 | |                      |                   |                                          |                               |       |  |  |
|      | |                      |                   |                                          |                               |       |  |  |